# Скарлок, Джосайя Гордон
Джоса́йя Го́рдон Ска́рлок (англ. Josiah Gordon Scurlock), также известный как «Док» Скарлок (англ. "Doc" Scurlock; 11 января 1849, Таллапуса, Алабама, США — 25 июля 1929, Истленд, Техас, США) — американский ковбой и ганфайтер, ставший одной из легенд Дикого Запада. Был одним из основателей «Регуляторов», окружного отряда, участвовавшего в Войне в округе Линкольн, и сражался в большинстве боевых действий этого конфликта. 

## Ранние годы
Джосайя Гордон Скарлок родился в округе Таллапуса, штат Алабама, 11 января 1849 года, пятым из девяти детей в семье школьного учителя Пристли Нормана Скарлока и Эстер Энн Браун. О его ранних годах практически ничего не известно, кроме того, что некоторое время он изучал медицину в Новом Орлеане, отчего в дальнейшем и получил прозвище «Док» (от английского Doctor). Из сохранившихся описаний известно, что он имел рост 5 футов 8 дюймов (1,73 метра) при весе 150 фунтов (68 килограмм), карие глаза и тёмно-русые волосы.
В 1870 году, находясь в Мексике, Док Скарлок застрелил своего партнёра по карточной игре в результате внезапно вспыхнувшей ссоры. При этом его оппонент выстрелил первым, и Док сам получил ранение: пуля попала ему в рот, выбив передние зубы, и прошла навылет, выйдя из задней части шеи без каких-либо повреждений, опасных для жизни.

## 1871—1876
В 1871 году Скарлок начал работать в округе Линкольн погонщиком скота у Джона Чизума. В 1873 году он и Джек Холт (также один из ковбоев Чизума) были застигнуты врасплох группой индейцев. Холт был убит. Скарлок после затяжной схватки убил вождя индейцев, и, когда стемнело, сумел ускользнуть от остальных, за ночь пройдя более 20 миль (более 32 км). В конце 1875-го или весной 1876 года ещё один напарник Скарлока, Ньют Хиггинс, был убит индейцами. После этого инцидента Скарлок заявил Чизуму, что хочет уйти, однако Чизум отказался его отпускать. Когда Скарлок стал настаивать, Чизум сказал, что не заплатит ему за отработанный период. Скарлок украл у Чизума трёх лошадей, два седла и винтовку, после чего направился в Аризону. Чизум послал людей за Скарлоком, они догнали его, но когда Док объяснил, что взял вещи, потому что Чизум решил удержать его заработок, они согласились, что это справедливо, и отпустили его.
В Аризоне Док познакомился с Чарли Боудри, и вскоре они открыли сыроварню на реке Хила. Некоторые из потомков Скарлока и Боудри вспоминали, что одним из их первых работников сыроварни был Билли Кид. Сыроварня проработала до весны 1876 года, а затем Скарлок и Боудри вернулись в округ Линкольн, где купили в кредит ранчо на реке Рио-Руидосо у Лоренса Мёрфи, попав, таким образом, в зависимость от компании «Мёрфи и Долан», что в дальнейшем послужило одной из многочисленных причин начала Войны в округе Линкольн.
С этого времени Скарлок начал проявлять особую жестокость по отношению к конокрадам. Он, Боудри и другие линчевали некоторых из пойманных воров. 18 июля 1876 года Скарлок, Боудри, Фрэнк Коу, Джордж Коу и Эб Сондерс взяли штурмом тюрьму Линкольна (весьма слабо защищённую) и освободили из-под стражи угонщика скота Хесуса Ларго, после чего вывезли его за город и повесили. Никаких обвинений в связи с этими действиями им предъявлено не было.
2 сентября 1876 года Скарлок, осматривая пистолет, который намеревался купить, случайно застрелил своего друга Майка Дж. Харкинса, менеджера магазина Джона Х. Райли, в Блейзерс-Милл.
19 октября 1876 года Скарлок и Мария Антония Мигела Эррера (13 июня 1860 — 27 ноября 1912) поженились в Линкольне, Территория Нью-Мексико. От брака Дока Скарлока и Марии Антонии родилось десять детей.

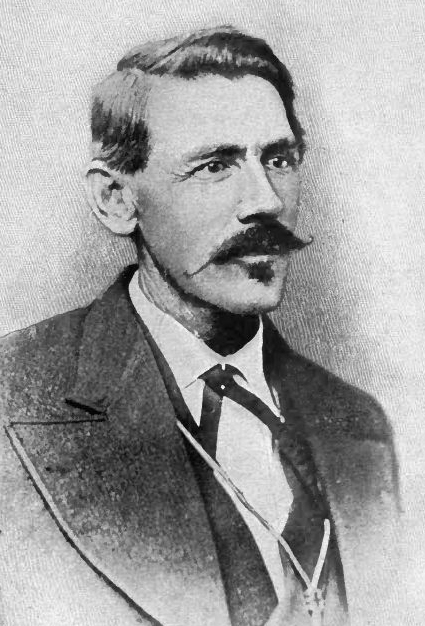
Джон Чизум, до 1884
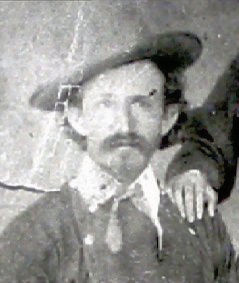
Чарли Боудри, ок. 1880
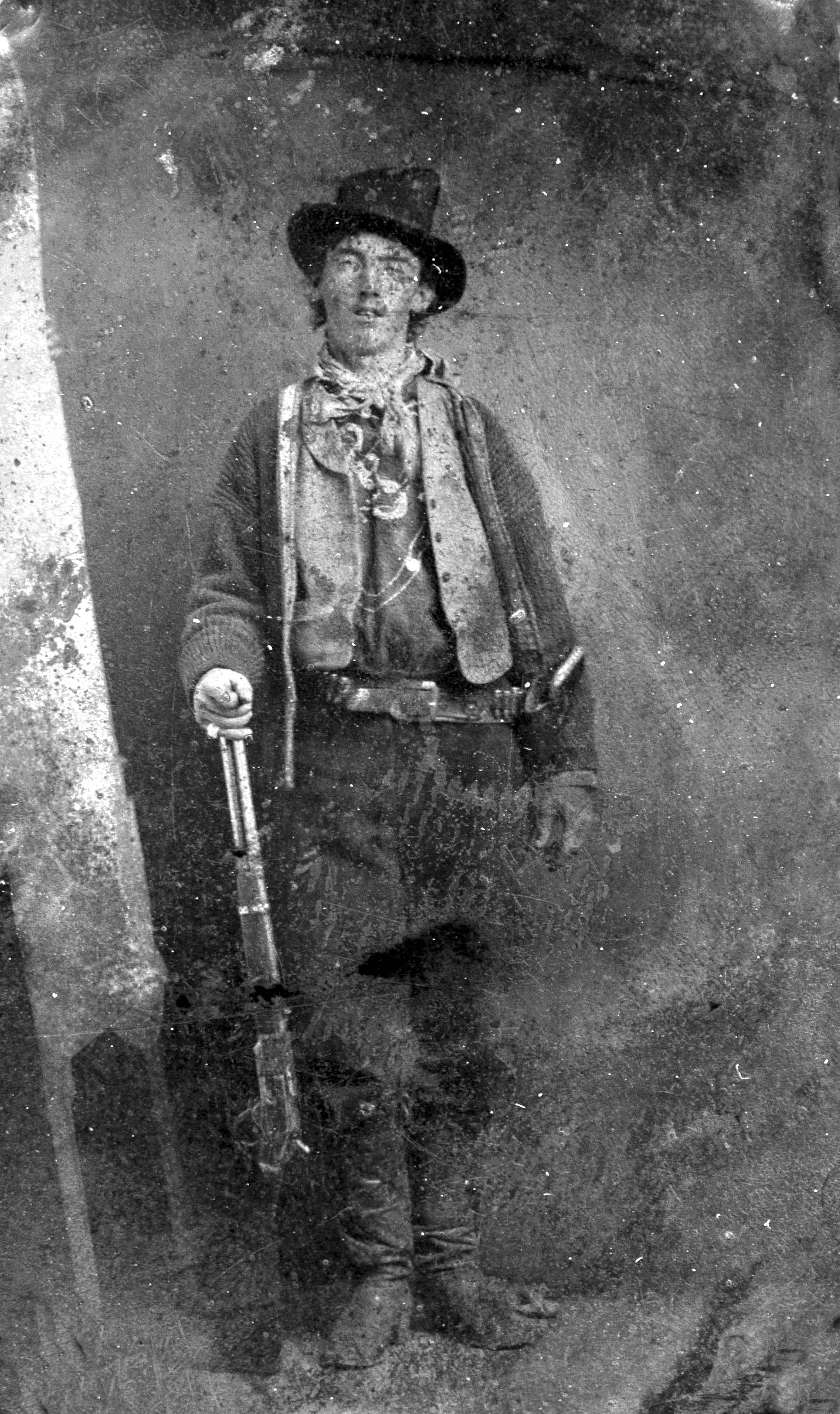
Билли Кид, ок. 1880
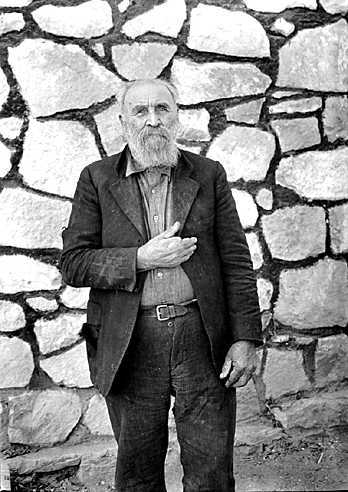
Джордж Коу, 1934
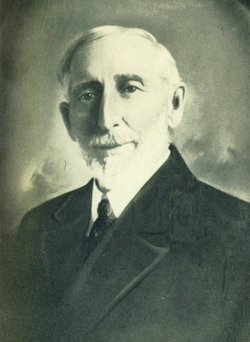
Фрэнк Коу, 1930
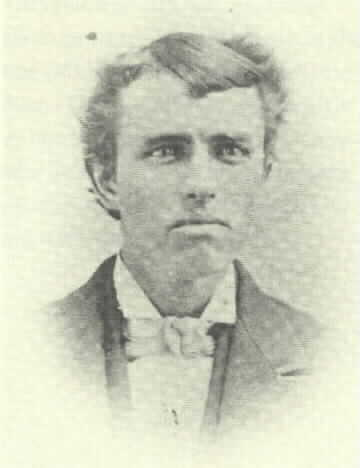
Джеймс Альберт «Эб» Сондерс, 1880-е

## Война в округе Линкольн
Война в округе Линкольн стала следствием соперничества между компанией «Мёрфи и Долан» и английским предпринимателем Джоном Танстеллом за экономическое влияние в штате Нью-Мексико. Фактически округ контролировался Лоренсом Мёрфи и Джеймсом Доланом, владевшими там единственным магазином. Их фирма имела сильных покровителей в лице губернатора штата и генерального прокурора Территории Нью-Мексико, которые были её поручителями. К тому же, охотно скупая краденый скот, они заполучили контракт на поставки мяса с правительством США. Танстелл и его адвокат Александр Максуин были противниками их альянса. Джон Танстелл нанял для охраны своего скота людей, в число которых входили Билли Кид, Док Скарлок и Чарли Боудри. Компания Мёрфи и Долана наняла в качестве боевиков банду Джесси Эванса и отряд фермеров, известный как «Воины семи рек», приказав им нападать на скот и пастбища Танстелла. Кроме того, Джеймс Долан подкупил представителей закона, в частности, шерифа Уильяма Брейди.
В январе 1877 года Скарлок и его напарник Джордж Коу были арестованы шерифом Брейди якобы по подозрению в укрывательстве беглого убийцы и члена банды Эванса Фрэнка Фримена. В течение следующих нескольких дней Брейди жестоко обращался со Скарлоком и Коу, их пытали, но в конце концов отпустили.
В октябре 1877 года банда Эванса угнала лошадей, принадлежащих Джону Танстеллу, Александру Максуину и Ричарду «Дику» Брюэру с ранчо Брюэра на Рио-Руидосо. Скарлок, Боудри и Брюэр отправились в погоню, обнаружили бандитов, но не смогли отбить украденных лошадей.
18 февраля 1878 года Танстелл был по случайности застигнут без охраны членами банды Эванса, подосланными шерифом Брейди, и убит Биллом Мортоном и Томом Хиллом. Долан и Брейди предполагали, что устранение конкурента сразу снимет проблему, но этот инцидент развязал Войну в округе Линкольн.
Люди Танстелла обратились к мировому судье Уилсону, который выписал ордера на арест виновных. Констебль Мартинес вместе с Билли Кидом и Фредом Уэйтом отправились к Долану, но находившийся там Брейди отказался выдать своих людей, более того, он арестовал Мартинеса, Кида и Уэйта. Мартинеса он отпустил через пару часов, а Уэйта и Кида — спустя двое суток. После этого ковбои Танстелла, уже не надеясь на помощь закона, объединились в отряд «Регуляторы» (англ. Regulators), для того чтобы отомстить убийцам. Основными бойцами отряда были Дик Брюэр, Билли Кид, Док Скарлок, Чарли Боудри, Хосе Чавес-и-Чавес, «Грязный Стив» Стивенс, Джон Миддлтон, Фрэнк Макнаб, Генри Ньютон Браун, Том О’Фолльярд и двоюродные братья Джордж и Фрэнк Коу. Юридически группа была создана как помощники мирового судьи Уилсона. Брюэр возглавил отряд, поскольку был самым опытным (на тот момент он занимал должность городского констебля Линкольна).
Скарлок присутствовал при убийстве Билла Мортона и Фрэнка Бейкера, двух членов банды Эванса, совершённого «Регуляторами» 9 марта 1878 года, а также при убийстве Уильяма Макклоски, который, якобы, их предал.
4 апреля 1878 года Скарлок был ранен в ногу Эндрю Робертсом в перестрелке в Блейзерс-Милл.
После того, как Дик Брюэр и Фрэнк Макнаб были убиты, Скарлок стал третьим и последним лидером «Регуляторов». К тому времени убитого шерифа Брейди заменил Джон Коупленд, ставленник Максуина. Юридически Скарлок стал его заместителем. 14 мая 1878 года он повёл отряд из 18-20 человек, в который входили в том числе Билли Кид, Боудри и Джордж Коу, на скотоводческое ранчо Долана-Райли якобы в поисках причастных к убийству Макнаба. По словам Райли, они угнали двадцать шесть лошадей и двух мулов, убили пастуха по имени Уэйр; индейца-навахо, работавшего на ранчо поваром; и 15-летнего мальчика по имени Джонни. Также утверждается, что они захватили человека по имени «Индеец» Мануэль Сеговия (который, вероятно, стрелял в Макнаба), но он был убит при попытке к бегству. Вскоре после этого рейда «Регуляторов» Коупленд был отстранен от должности шерифа губернатором из-за отказа встать на сторону фракции Мёрфи-Долана и заменён Джорджем Пеппином, ставленником Долана.
Док также сражался в Битве за Линкольн 15-19 июля 1878 года.
Когда Билли Кид попытался заключить сделку о признании вины с губернатором Лью Уоллесом, Скарлок был арестован вместе с ним и некоторое время содержался под стражей по подозрению в убийстве Эндрю Робертса. После того, как сделка сорвалась, Билли и Доку сказали, что им будут предъявлены обвинения, после чего их экстрадируют в тюрьму штата. 17 июня 1879 года Билли Кид и Док Скарлок самостоятельно выехали из Линкольна, при этом шериф ничего не предпринял для того, чтобы их остановить.
В августе 1879-го Билли Кид и его сообщники угнали большое количество крупного рогатого скота у Джона Чизума. После того, как Чизум послал за ними отряд, Док Скарлок решил покинуть банду.

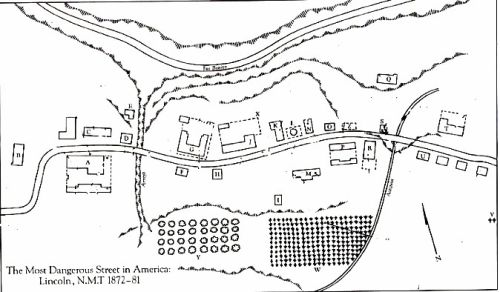
Карта Линкольна, составленная между 1872 и 1881
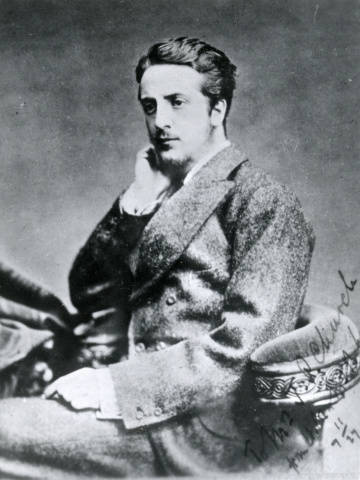
Джон Генри Танстелл, 1875
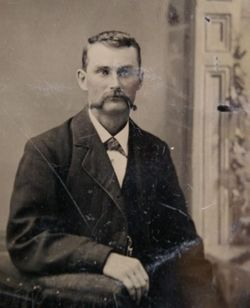
Александр Максуин, 1870-е
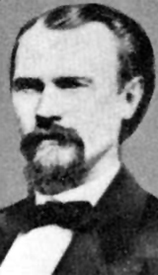
Лоренс Мёрфи, 1870-е
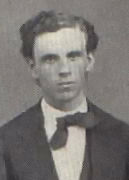
Джеймс Долан, 1870-е
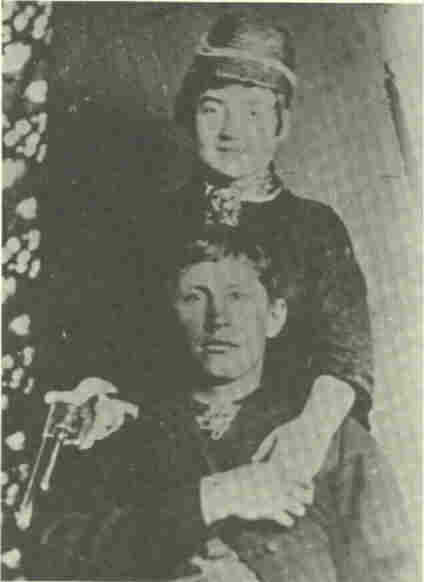
Джесси Эванс и неизвестная женщина, ок. 1870
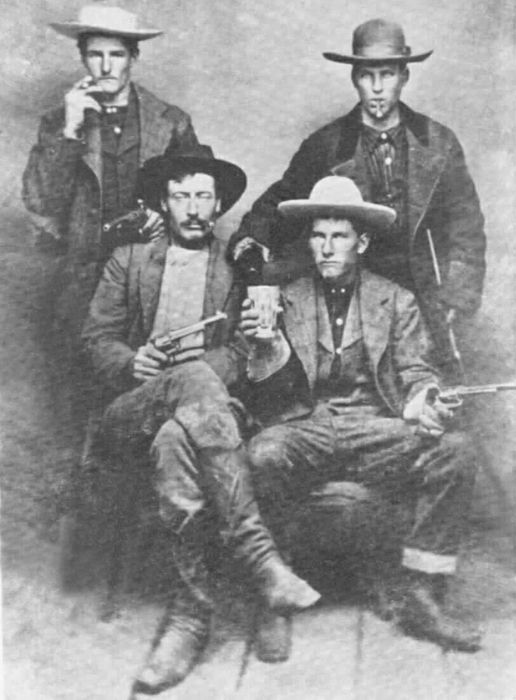
«Воины семи рек», ок. 1878
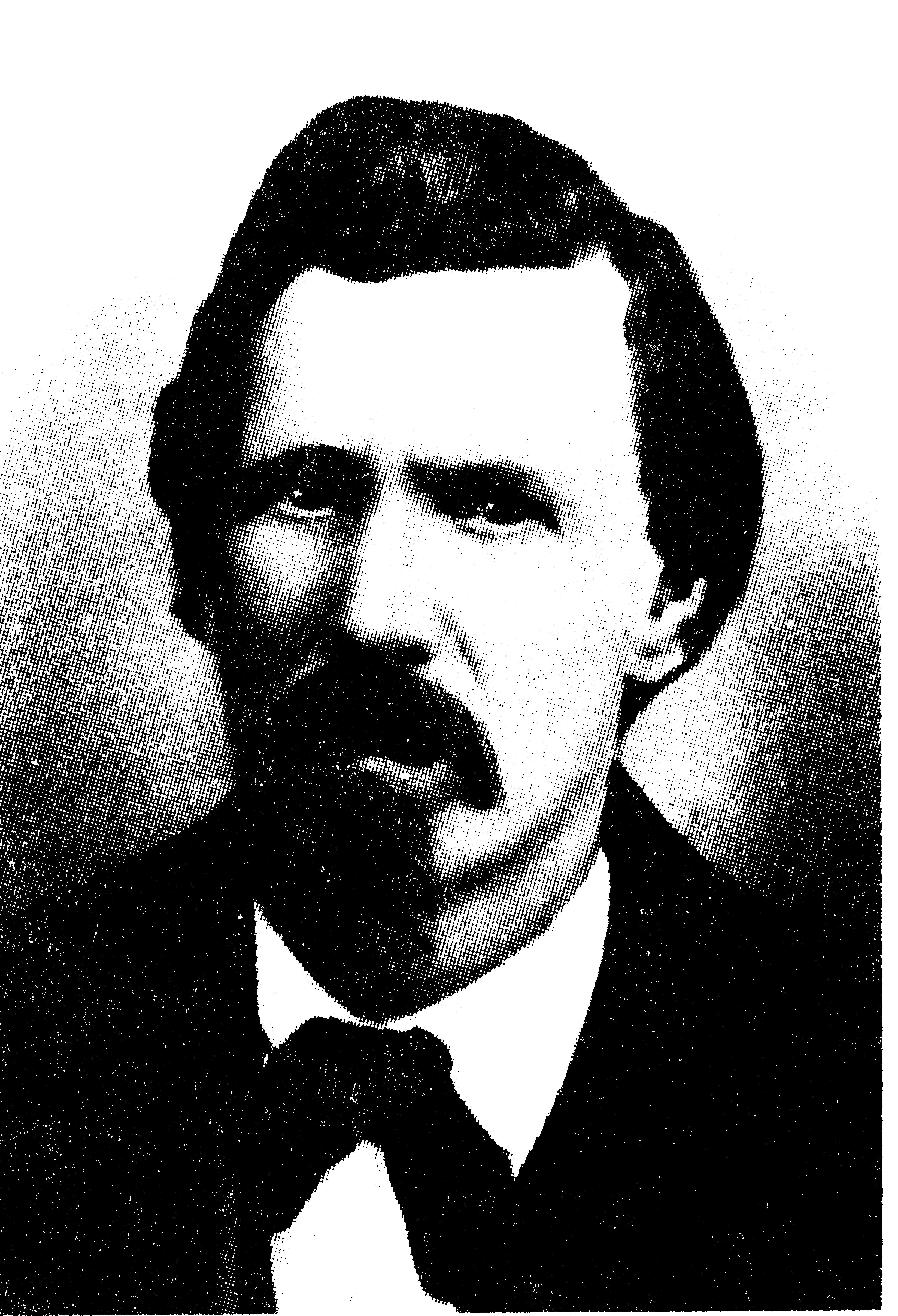
Уильям Брейди, 1872
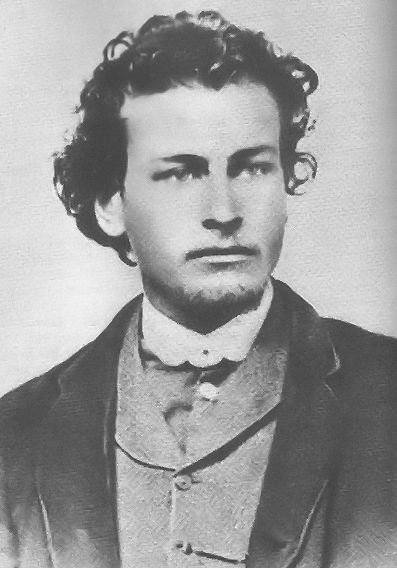
Дик Брюэр, ок. 1875
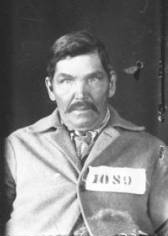
Хосе Чавес-и-Чавес, 1909
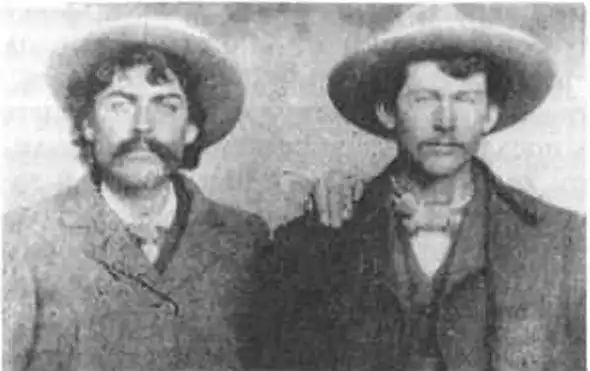
Фрэд Уэйт и Генри Ньютон Браун, ок. 1878
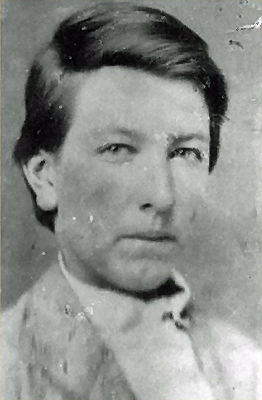
Том О'Фолльярд, ок. 1875
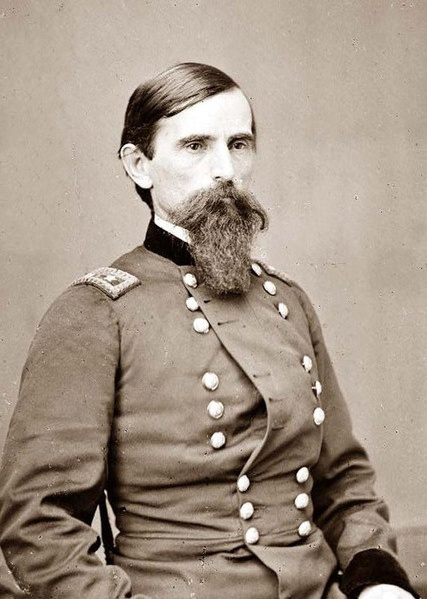
Лью Уоллес, ок. 1865

## Последние годы
Примерно в октябре или ноябре 1879 года Скарлок переехал в Техас, где стал уважаемым гражданином. Согласно данным переписи 1880 года, Док Скарлок держал почтовую станцию в округе Поттер. В 1919 году Скарлоки переехали в Истленд, где Док работал в Департаменте шоссейных дорог, а также писал репортажи в местную прессу и рецензии на книги для студентов Техасского университета.
Док Скарлок умер в возрасте 80 лет от сердечного приступа в Истленде. Он похоронен на кладбище Истленд-Сити рядом со своей женой и другими членами семьи.

## Образ в кино
- В фильме 1988 года «Молодые стрелки» и в сиквеле 1990 года «Молодые стрелки 2» Дока Скарлока сыграл Кифер Сазерленд[b][34][35].
- В фильме Джона Уэйна «Чизум[англ.]» Док Скарлок упоминается как один из людей, которых Билли Кид вербует на войну против Мёрфи. Он появляется в кульминационном эпизоде перестрелки, но неясно, кто именно из полудюжины членов банды (всех играют неизвестные статисты) изображает Скарлока[36].